# Christer Englund
Christer Englund, född 29 augusti 1947, är en svensk idrottsledare och före detta ishockeyspelare. Mellan juni 2004 och juni 2015 var han ordförande för Svenska Ishockeyförbundet. Han har även tidigare haft flera andra förbundsuppdrag inom Svenska Ishockeyförbundet. Sedan 2008 är Englund ledamot i Internationella ishockeyförbundets styrelse. 
Tidigare har han varit chef för Svenska Spels Casino Cosmopol i Malmö.
Englund var aktiv som ishockeyspelare mellan 1965 och 1975. Han startade i Clemensnäs IF som forward och spelade senare (1970-1974) i IF Tunabro och AIK (1971-1974 i Sveriges högsta division). För AIK gjorde han totalt 12 poäng (9 mål + 3 målgivande passningar) på 61 matcher. Efter sin aktiva spelarkarriär har Englund varit styrelsemedlem i Norrbotten och Hälsinglands ishockeydistrikt i sju år och varit tränare för sammanslagningen Bodens BK/Björns i Division I i fyra säsonger. 1982 var han ansvarig för Norrbottens TV-pucklag.
Englund var även en duktig fotbollsspelare på 60-talet och spelade bland annat i Bodens BK.

## Klubbar
- Clemensnäs IF 1965/1966-1967/1968
- Bodens BK 1968/1969-1969/1970
- IF Tunabro 1970/1971-1971/1972
- AIK 1972/1973-1973/1974
- Bodens BK 1974/1975
- Svartbjörnsbyns IF 1975/1976 (huvudtränare)
- Bodens BK/Björns 1976/1977-1978/1979 (alla säsongerna som huvudtränare)
- Bodens BK 1980/1981 (huvudtränare)